# Sibusiso Zuma
Sibusiso Zuma (Durban, 23 de junho de 1975) é um ex-futebolista sul-africano. Ele representou a África do Sul em 67 partidas e também é conhecido como "Zuma Puma" para os adeptos do clube.

## Carreira
Zuma representou o elenco da Seleção Sul-Africana de Futebol no Campeonato Africano das Nações de 2008.